# تلوين الخريطة

خريطة طبوغرافية لجزيرة القيامة باستخدام الألوان لإظهار الارتفاعات.

تصوّر عام للانتخابات الرئاسية الأمريكية لعام 2004 باستخدام خريطة كوروبلث توضيحية.

تلوين الخريطة، عملية اختيار الألوان كنوع من رموز الخرائط لاستخدامها في الخريطة، وتُدرج تلك العملية ضمن تصميم الخريطة.
يُعتبر اللون خاصية مفيدة للغاية لعرض ميزات مختلفة على الخريطة. تشمل الاستخدامات النموذجية للألوان عرض التقسيمات السياسية والإدارية المختلفة، الارتفاعات المختلفة، أو أنواع الطرق المختلفة. خريطة الكوروبلث هي خريطة موضوعية يتم فيها تلوين المناطق بشكل مختلف لإظهار قياس متغير إحصائي يتم عرضه على الخريطة. توفر خريطة الكوروبلث طريقة سهلة لتصور كيفية اختلاف القياس عبر منطقة جغرافية أو لإظهار مستوى التفاوت داخل منطقة ما. بالإضافة إلى خرائط الكوروبلث، يجب أن يسعى مصمم الخرائط إلى تصوير الألوان بشكل فعال على أي نوع من الخرائط.
يمكن أن يؤثر عرض البيانات بألوان مختلفة بشكل كبير على فهم أو شعور الخريطة. في العديد من الثقافات، توجد دلالات معينة للألوان. تقع هذه الدلالات ضمن مجال الدراسة المعروف باسم رمزية اللون. على سبيل المثال، قد يكون تلوين دولة معينة بلون له دلالة سلبية في ثقافتهم غير مجدي. وبالمثل، استخدام ألوان البشرة المفترضة لإظهار الأنماط العرقية أو الإثنية من المحتمل أن يسبب إساءة. كما لا يمكن دائماً التنبؤ بدلالات الألوان لكل قارئ خريطة أو تجنب الدلالات السلبية، ولكن من المفيد أن تكون على دراية بالدلالات الشائعة للألوان لجعل الخريطة جذابة ومفهومة قدر الإمكان.
قد يختار مصممو الخرائط أيضاً اختيار الألوان المرتبطة بما يقومون برسمه. على سبيل المثال، عند رسم خريطة لهطول الأمطار، قد يختارون استخدام ظلال من الأزرق أو عند رسم خريطة للحرائق البرية قد يستخدمون الألوان الصفراء والحمراء والبرتقالية. كما أن اختيار الألوان بعناية يضمن أن تكون الخريطة بديهية وسهلة القراءة. يُعرف هذا العملية بالترابط الميزاتي. بالإضافة إلى ذلك، يجب على مصمم الخريطة مراعاة أن العديد من الأشخاص لديهم رؤية لونية ضعيفة، ويجب استخدام ألوان يمكن تمييزها بسهولة من قبل هؤلاء القراء.
القاعدة العامة هي أن معظم الناس يمكنهم التمييز فقط بين 5-8 درجات مختلفة من لون واحد. بدلاً من استخدام أكثر من 8 درجات من لون واحد، من الأفضل استخدام ألوان متعددة. توفر معظم برامج نظم المعلومات الجغرافية (GIS) للمستخدمين مخططات لونية مختارة بعناية للاختيار من بينها، مما يجعل عملية اختيار الألوان أسهل.
يمكن أيضاً استخدام الألوان لإنتاج تأثيرات ثلاثية الأبعاد من الخرائط ثنائية الأبعاد، إما عن طريق ترميز الألوان بشكل صريح للصورتين المخصصتين للعينين المختلفتين، أو باستخدام خصائص النظام البصري البشري لجعل الخريطة تبدو ثلاثية الأبعاد.